# Palais Sternberg (Mála Strana)
Šternberský palác est un palais baroque situé place de Malà Strana, dans le quartier de Malá Strana, à Prague. Il a été créé en 1703 en reliant deux bâtiments mitoyens. Il fait désormais partie du complexe de bâtiments de la Chambre des députés du Parlement de la République tchèque.

## Histoire

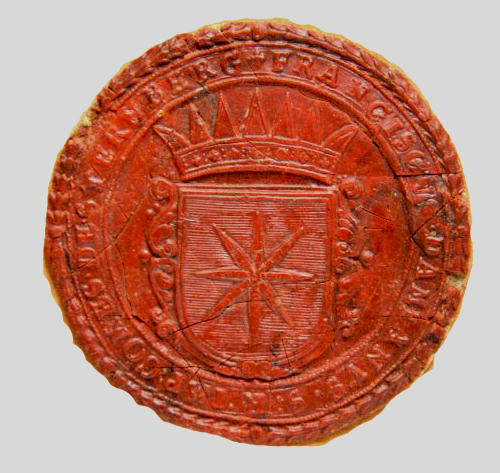
Sceau de František Damián Šternberk (1667-1723), fondateur du palais Šternberg à Prague

À l'emplacement du palais actuel se dressaient deux maisons Renaissance, construites sur les murs d'enceinte des maisons gothiques. Les fondations d'édifices du XIIIe au XIVe siècle ont été découvertes lors de la rénovation des caves. En juin 1541, un incendie dévastateur éclata, dévastant les deux tiers des maisons de Malá Strana, et toute la partie nord du château de Prague.
En 1664, la première maison fut acquise par le chambellan impérial Oldřich Adolf Vratislav de Šternberk (1627-1703), qui vingt ans plus tard, achètera la seconde.
La connexion architecturale des deux bâtiments n'a eu lieu qu'en 1703-1719, lorsque les bâtiments appartenaient à František Damián de Šternberk (1667-1723). La jonction a probablement été réalisée selon le projet de Giovanni Battista Alliprandi. 
Sur la façade est conservée la peinture baroque du Couronnement de la Vierge Marie adorée par les saints patrons du commanditaire. La propriété du palais est également commémorée par les armoiries de la famille Šternberg, décorées de l'Ordre de la Toison d'or avec une couronne.

## Galerie

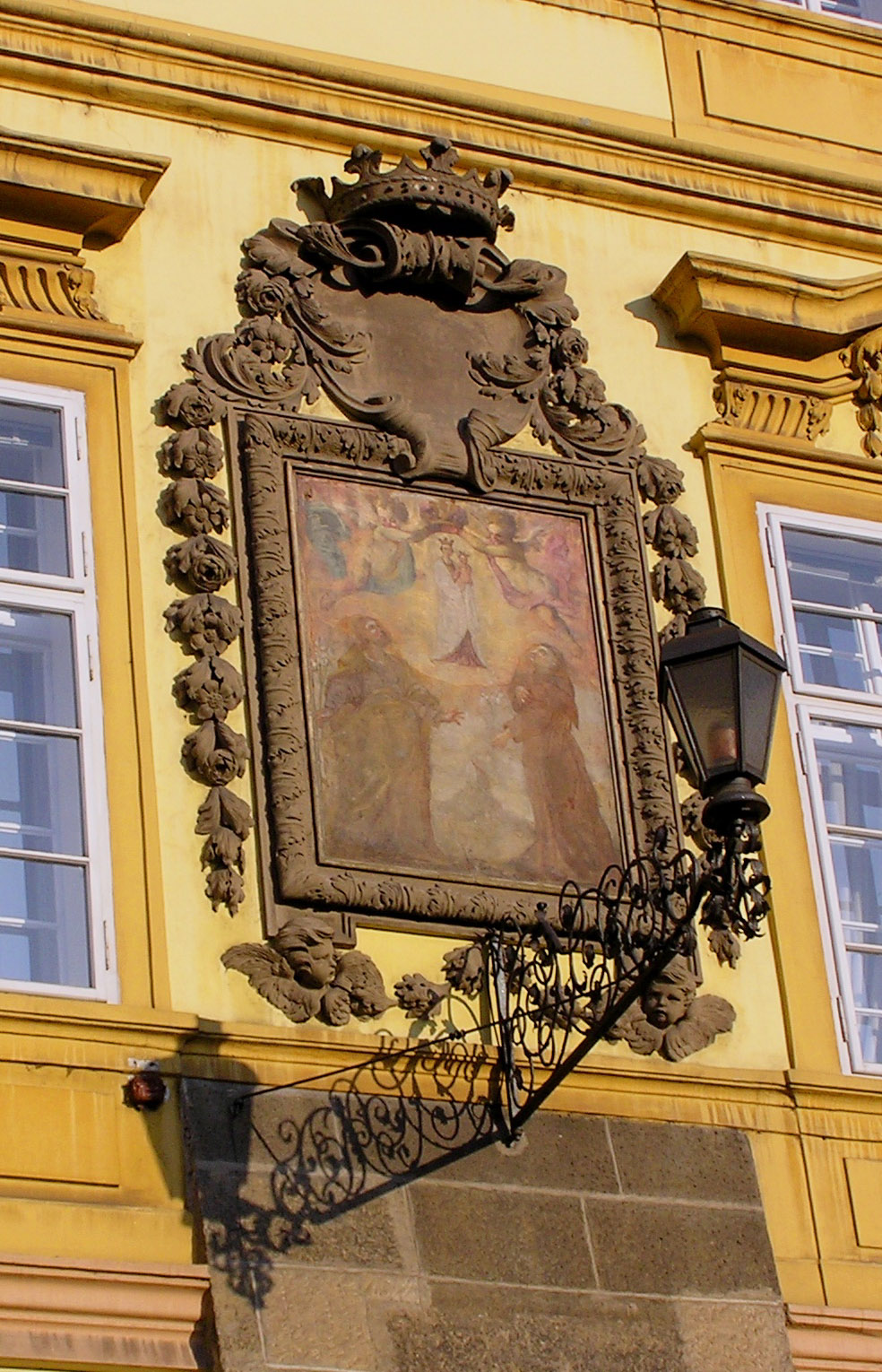
Peinture du Couronnement de la Vierge Marie sur la façade du palais
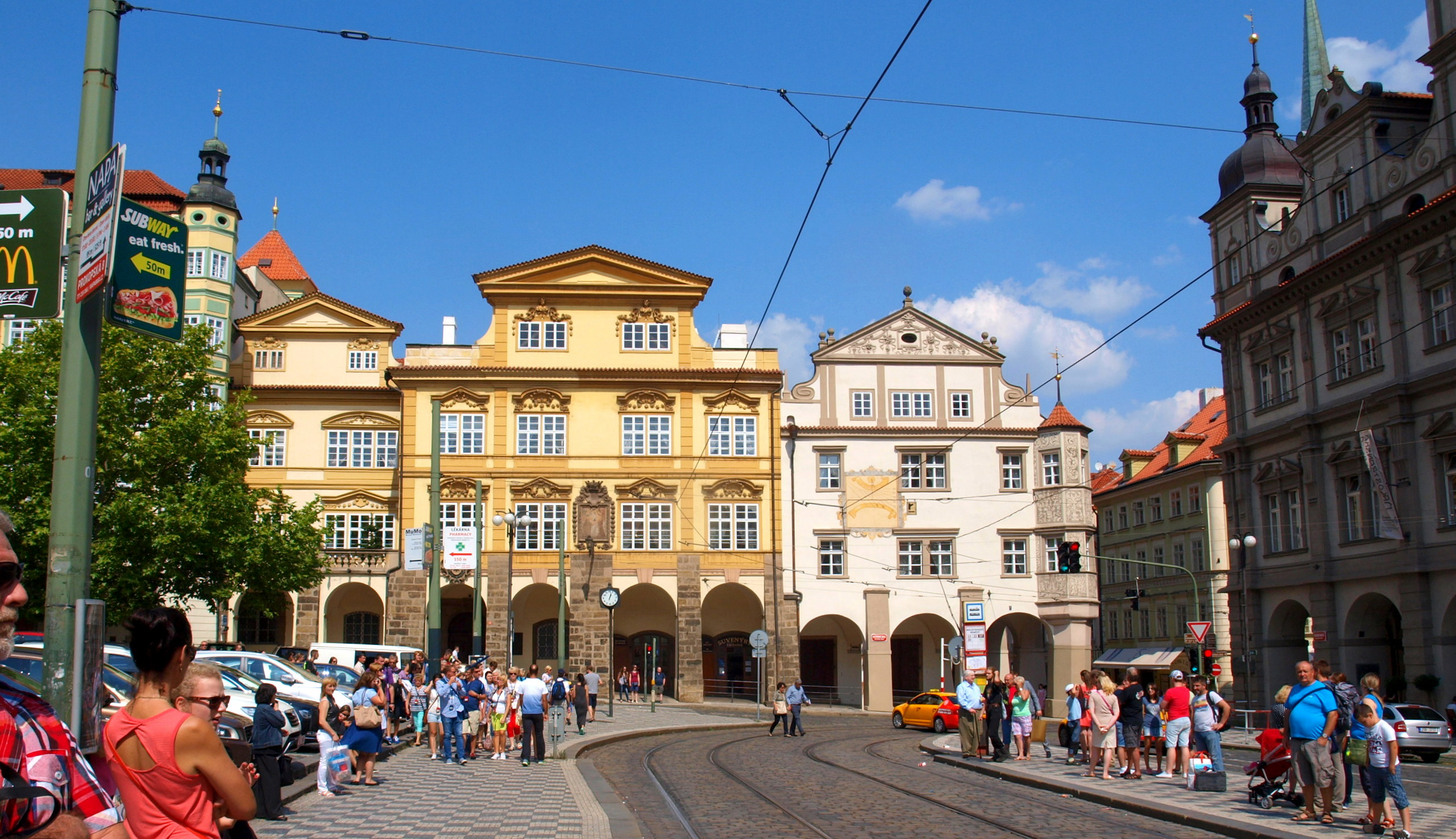
Le palais Šternberg sur Mala Strana
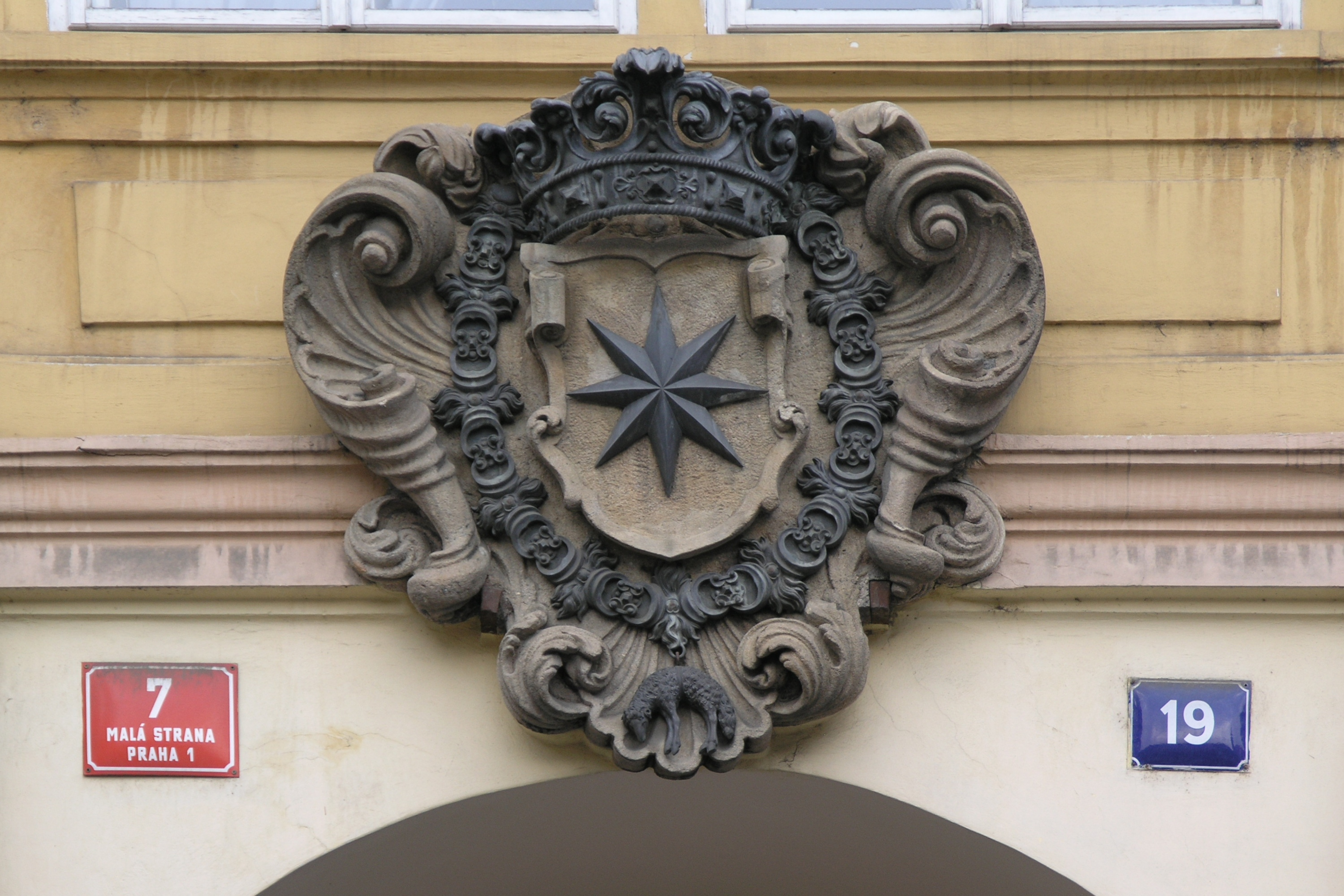
Armoiries des Šternberg sur la façade du palais

### Articles liés
- Place de Malá Strana
- Chambre des députés du Parlement de la République tchèque